# جوزيف وود كروتش
جوزيف وود كروتش (/kruːtʃ/) كاتب أمريكي وناقد وعالم طبيعة. كتب عن الطبيعة في جنوب غرب أمريكا، وطور فلسفة وحدة الوجود.

## سيرة شخصية
ولد في نوكسيفيل تينيسي وتعلم في جامعة تينيسي، ونال الدكتوراه في الأدب الإنجليزي من جامعة كولومبيا. بعد انتهاء الحرب درَس التكوين الأنجليزي في معهد بروكلين.:118
أصبح كروتش ناقدًا مسرحيًا لـمجلة ذا نيشن، وظل ناقداً حتى عام 1952. :131في مسيرته كمؤلف حقق شهرة واسعة عندما نشر كتابه المزاج الحديث في عام 1929، وهناك تحدى التقدم العلمي والتفاؤل، ورأى أن العلم يقود بمنطقية إلى نظرة بائسة للأحوال البشرية:319 في الأربعينيات من القرن الماضي كتب سيرة ذاتية لصمويل جونسون وهنري ديفد ثورو -مستوحاة إلى حد كبير من ثورو- ونشر كتابه الأول عن الطبيعة (الفصول الإثنا عشر).
من عام 1937 إلى عام 1952 كان أستاذًا للغة الإنجليزية في جامعة كولومبيا، فأصبح محاضرًا مشهورًا. في عام 1955 فاز بجائزة الكتاب الوطني عن مقياس الرجل (1954)، حيث تراجع في كتابه عن التشاؤم، ورؤيته السوداء في سنواته الأولى، وجادل بأن العقل والوعي والإرادة الحرة والحكم الأخلاقي لا يمكن تفسيرها بحتمية العلم.:321–326
انتقل إلى توسون أريزونا في عام 1952، كتب العديد من الكتب حول القضايا الطبيعية للبيئة والبيئة الصحراوية الجنوبية الغربية والتاريخ الطبيعي لغراند كانيون، وذاعت شهرته بعالِم الطبيعة وكاتب الطبيعة. اعتقد كراتش أن البشر يجب أن يتجاوزوا المفاهيم التي تدور حول الإنسان وحول «الحفاظ علي الطبيعة» وأن يتعلموا تقدير الطبيعة لذاتها. ومن إسهاماته أنه طور فلسفة وحدة الوجود. ورأي المؤرخ دونالد وورستر أن كروتش «أصبح مؤيد الوجود ومتصوفًا أخلاقيًا بفرحة الانتماء إلى شيء أعظم من الذات».

## وفاة
توفي في توسون أريزونا وعمره 76 بسبب سرطان القولون في عام 1970. كانت مقابلة (إدوارد آبي) آخر مقابلاته قبل وفاته، وظهرت في كتابه «حياة واحدة في كل مرة».

## أعمال مختارة
- المزاج الحديث (1929)
- الخبرة والفن: بعض جوانب جماليات الأدب (1932)
- الدراما الأمريكية منذ عام 1918: تاريخ غير رسمي (1939)
- هنري ديفيد ثورو (1948)
- الفصول الإثنا عشر (1949)
- نوع من وحدة الوجود مراجعة السبت (10 يونيو 1950) 33: 7-8، 30-34.
- عام الصحراء (1951)
- أفضل ما في عالمين (1953)
- مقياس الرجل (1954)
- صوت الصحراء (1954)
- سلسلة الحياة الكبرى (1956)
- جراند كانيون: اليوم وجميع أيام الأمس (1957)
- الرياضي أم المفترس؟ متعة لاذعة مراجعة السبت (17 أغسطس 1957): ص. 8-10، 39-40. في شأن «القتل من أجل الرياضة».[11][12]
- الطبيعة البشرية وحالة الإنسان (1959)
- شبه الجزيرة المنسية (1961)
- عالم الحيوانات. خزنة من العلم والأدب لكتاب وعلماء طبيعة من القرن الخامس قبل الميلاد حتى الوقت الحاضر (1961)
- حياة أكثر من واحدة (1962)
- وحتى لو فعلت؛ مقالات عن الإنسان والأخلاق والآلات (1967)
- أفضل كتابات الطبيعة لجوزيف وود كروتش (مختارات، مطبعة جامعة يوتا، 1995 ؛(ردمك 0-87480-480-9))